# Cet mac Magach
Cet mac Magach – legendarny irlandzki wojownik Connachtu, postać występująca w cyklu ulsterskim, syn druida Cathbada i jego żony o imieniu Maga, córki Aengusa Oga z Clanna Dedad. Ojciec Sanba Sithchenna, króla Connachtu.
Cet rywalizował z Conallem Cernachem, wojownikiem ulsterskim. Kilka mitów informują, że był bratem matki Conalla, robiąc go wujem Conalla. W czasie świąt w domu Maca Dá Thó, szpitalnika Leinsteru, wojownicy Connachtu i Ulsteru współzawodniczyli o zwycięstwo poprzez wychwalanie swych czynów. Cet zawstydził wszystkich przybyszy przez przypomienie, jak im pomagał w walce. W tym czasie przybył Conall Cernach.  Ten swym wychwalaniem przewyższył Ceta. Cet przyznał się do porażki, ale stwierdził, że gdyby jego brat Anluan był obecny, jego bohaterskie czyny przewyższyłyby Conalla. Ten odpowiedział przez podrzucanie mu świeżo odciętej głowy Anluana.
Cet przyczynił się do śmierci Conchobara III mac Nessa, króla Ulsteru. On bowiem ukradł zwapniały mózg Mesgegry, króla Leinsteru, który Conall Cernach wziął jak trofeum po bitwie. Następnie wystrzelił z procy, osadzając to w głowie Conchobara. Lekarze nie mogli usunąć tego. Więc zaszyli ranę oraz powiedzieli mu, że utrzyma się przy życiu, jeżeli nie będzie się ekscytował lub przemęczał. Siedem spokojnych lat minęło, gdy Conchobar dowiedział się o śmierci Chrystusa. Wówczas wpadł we wściekłość, a jego mózg rozsadził jego głowę doprowadzając do śmierci.
Cet najechał na Ulster jednego zimowego dnia, zabijając dwudziestu siedmiu ludzi i biorąc ich odcięte głowy. W tym czasie padał śnieg, dzięki czemu Conall Cernach mógł iść za jego śladem. Ten dogonił go, ale był niechętny, by stanąć do walki. Wówczas jego woźnica zbeształ go za tchórzostwo. Wojownicy spotkali się przy brodzie, gdzie Conall zabił Ceta w zawziętej walce.